# 新潟県道41号白根安田線
新潟県道41号白根安田線（にいがたけんどう41ごう しろねやすだせん）は、新潟県新潟市南区から同市秋葉区、五泉市を経て阿賀野市に至る県道（主要地方道）である。

## 概要
新潟市南区白根市街地から阿賀野市保田を東西方向に結ぶ道路。途中、新潟市秋葉区小須戸や五泉市を経由する。

### 路線データ
- 起点：新潟市南区白根ノ内七軒字簔口（簔口交差点＝国道460号交点）
- 終点：阿賀野市保田字逆川（原町交差点＝国道49号・国道290号交点）

## 歴史
- 1993年（平成5年）5月11日 - 建設省から、県道白根安田線が白根安田線として主要地方道に指定される[1]。

## 路線状況

### 重複区間
- 新潟県道127号新津茨曽根燕線（新潟市南区櫛笥 - 秋葉区小須戸）
  - 新潟県道141号白根黒埼線（新潟市南区、戸石交差点 - 小須戸橋西詰交差点）
- 国道403号（新潟市秋葉区矢代田地内、矢代田丁字路 - 矢代田交差点）
- 新潟県道55号新潟五泉間瀬線（五泉市本町三丁目 - 阿賀野市保田、原町交差点）

### 道路施設
- 小須戸橋（信濃川・新潟市南区 - 秋葉区）
- 安田橋（阿賀野川・五泉市 - 阿賀野市）

## 地理

### 通過する自治体
- 新潟市（南区 - 秋葉区）
- 五泉市
- 阿賀野市

### 交差する道路
- 新潟市南区
  - 国道460号（簔口交差点）
    - 簔口交差点先、市道を介して白根交差点で国道8号、新潟県道66号白根西川巻線と接続

  - 国道8号 白根バイパス（上下諏訪木交差点）
  - 新潟県道127号新津茨曽根燕線（櫛笥交差点）
  - 新潟県道141号白根黒埼線（戸石交差点）
  - 新潟県道141号白根黒埼線（小須戸橋西詰交差点）
- 新潟市秋葉区
  - 新潟県道1号新潟小須戸三条線（小須戸新町交差点・小須戸橋東詰）
  - 国道403号 新津南バイパス（矢代田丁字路）
  - 国道403号（矢代田交差点・矢代田跨線橋東詰）
  - 新潟県道103号矢代田停車場線（矢代田駅前交差点）
  - 新潟県道320号新津小須戸線（兎谷交差点）
- 五泉市
  - 新潟県道231号新関橋田村松線（丸田交差点）
  - 新潟県道7号新津村松線・新潟県道55号新潟五泉間瀬線（本町三丁目交差点）
  - 新潟県道315号馬下論瀬線（論瀬）
- 阿賀野市
  - 磐越自動車道（安田IC）
  - 国道49号・国道290号（新潟県道55号新潟五泉間瀬線 重複）（原町交差点）

## ギャラリー

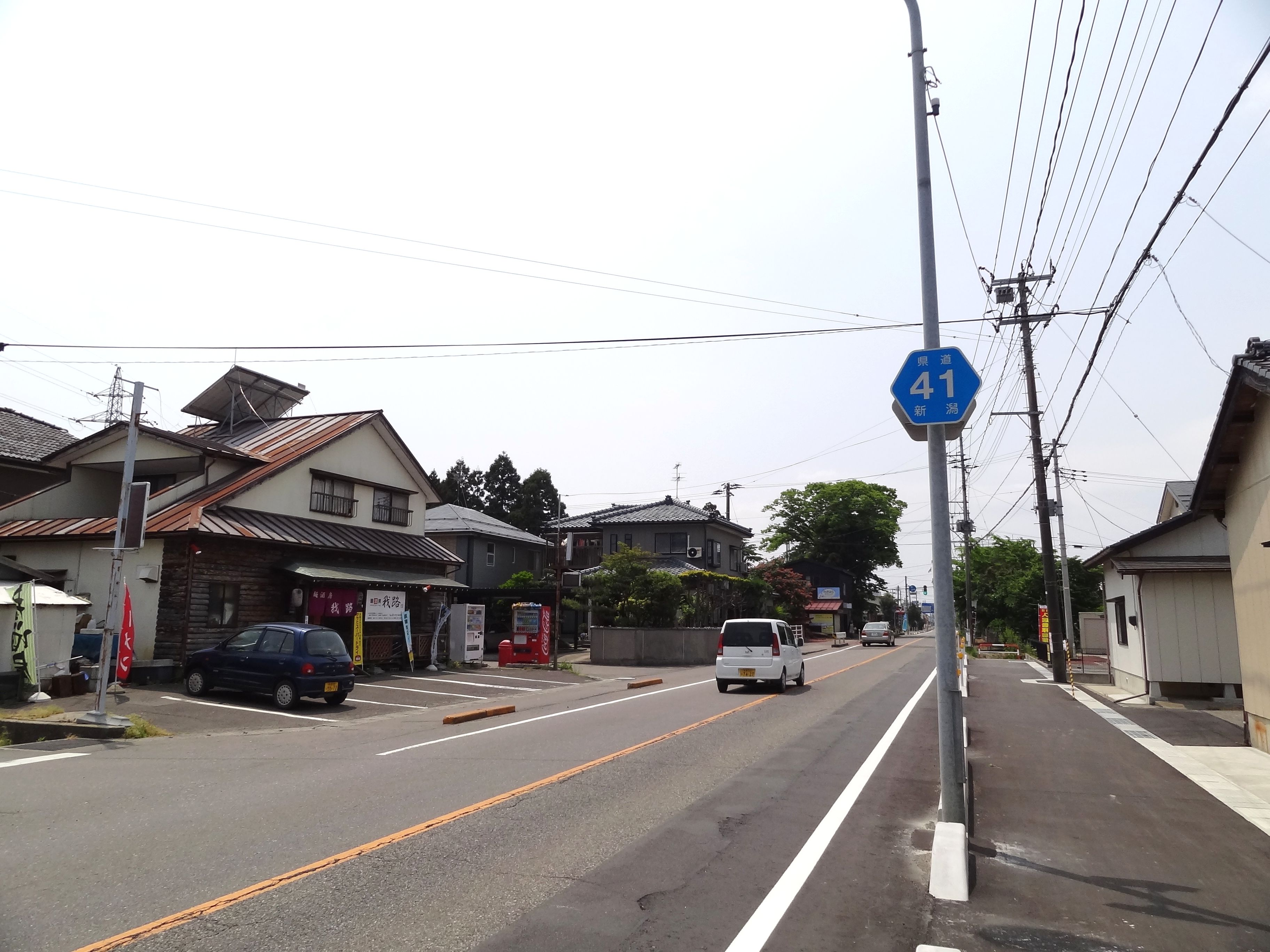
新潟市南区和泉付近
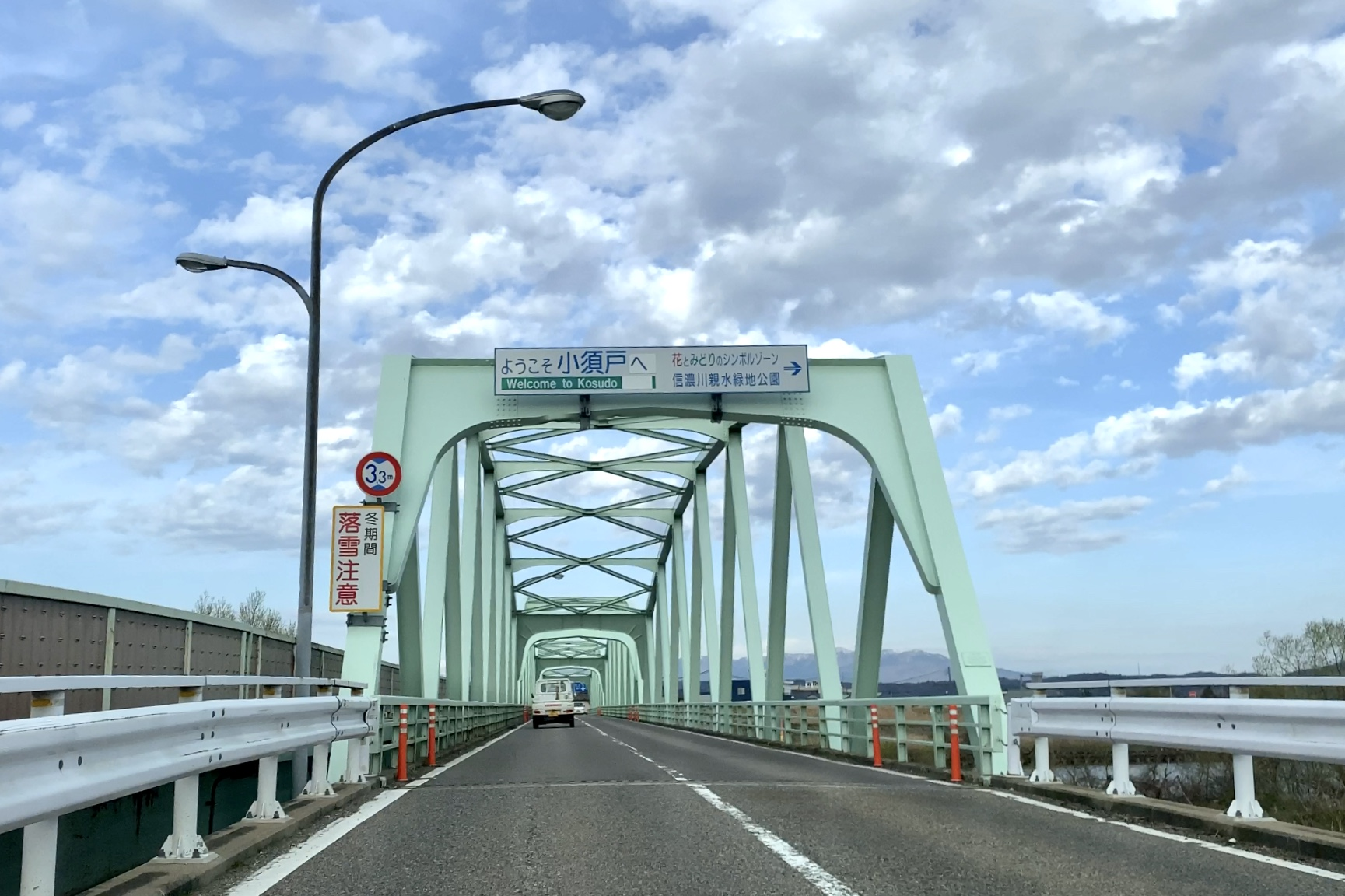
小須戸橋（信濃川）
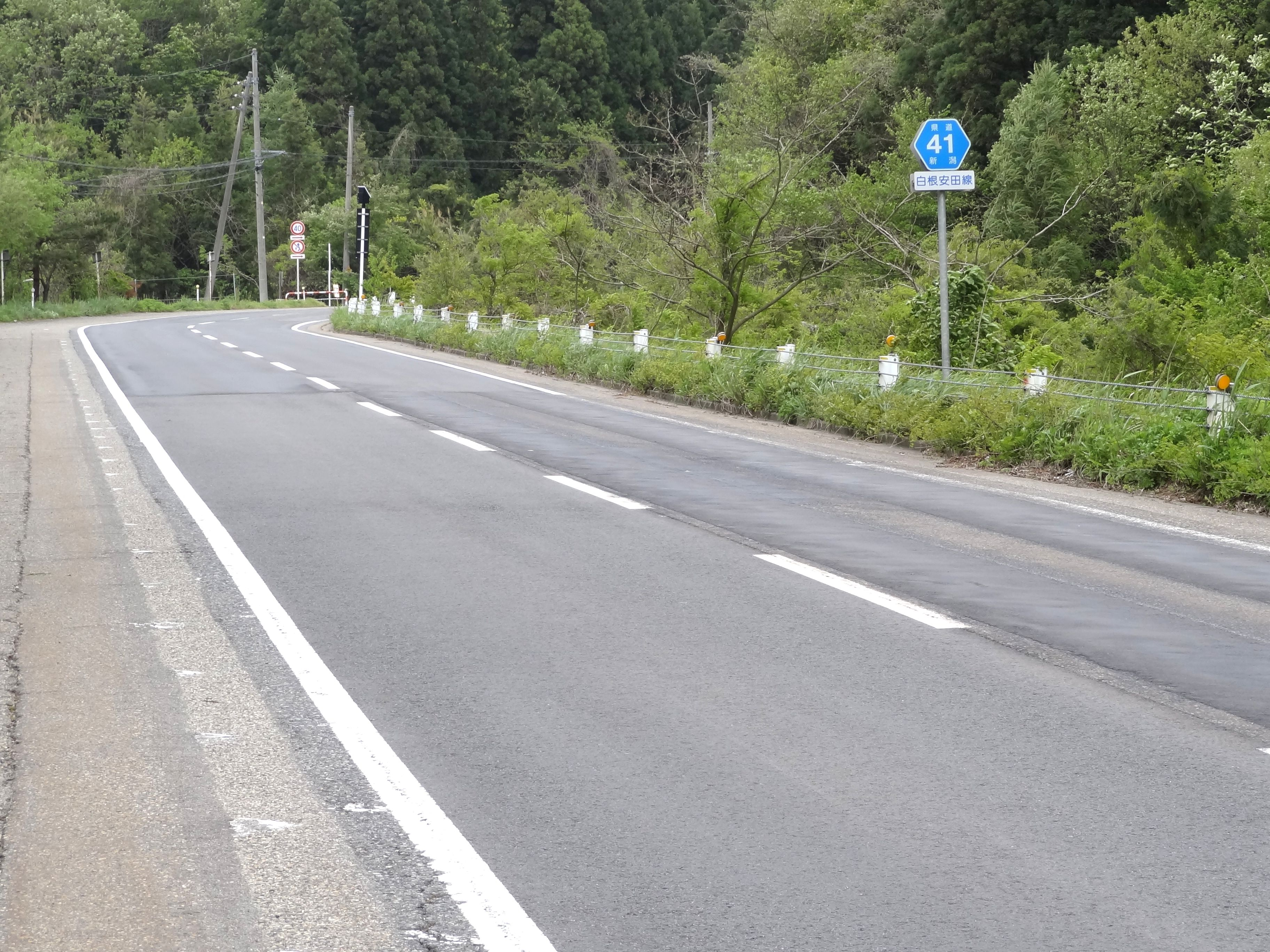
新潟市秋葉区金津付近
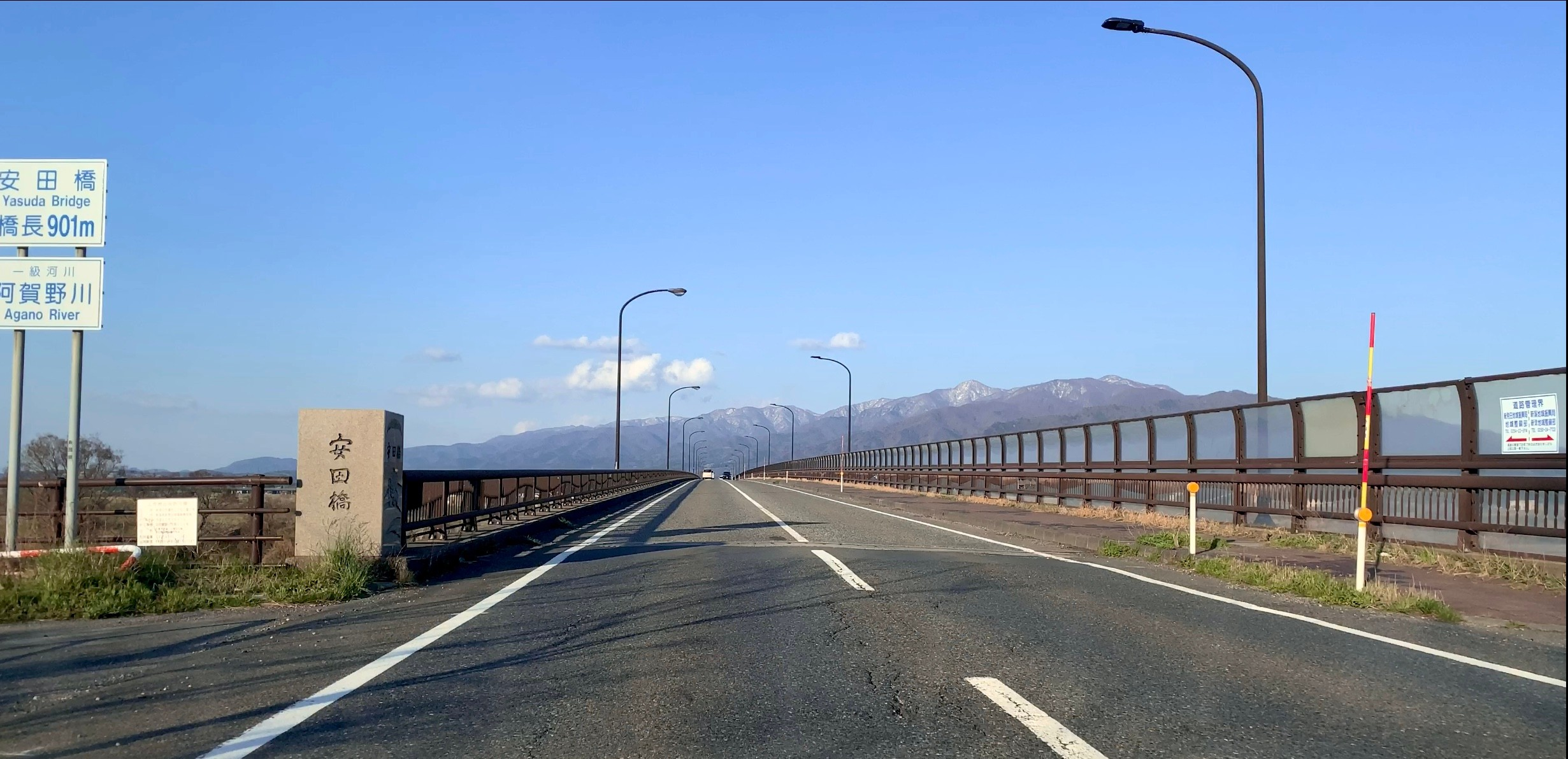
安田橋（阿賀野川）
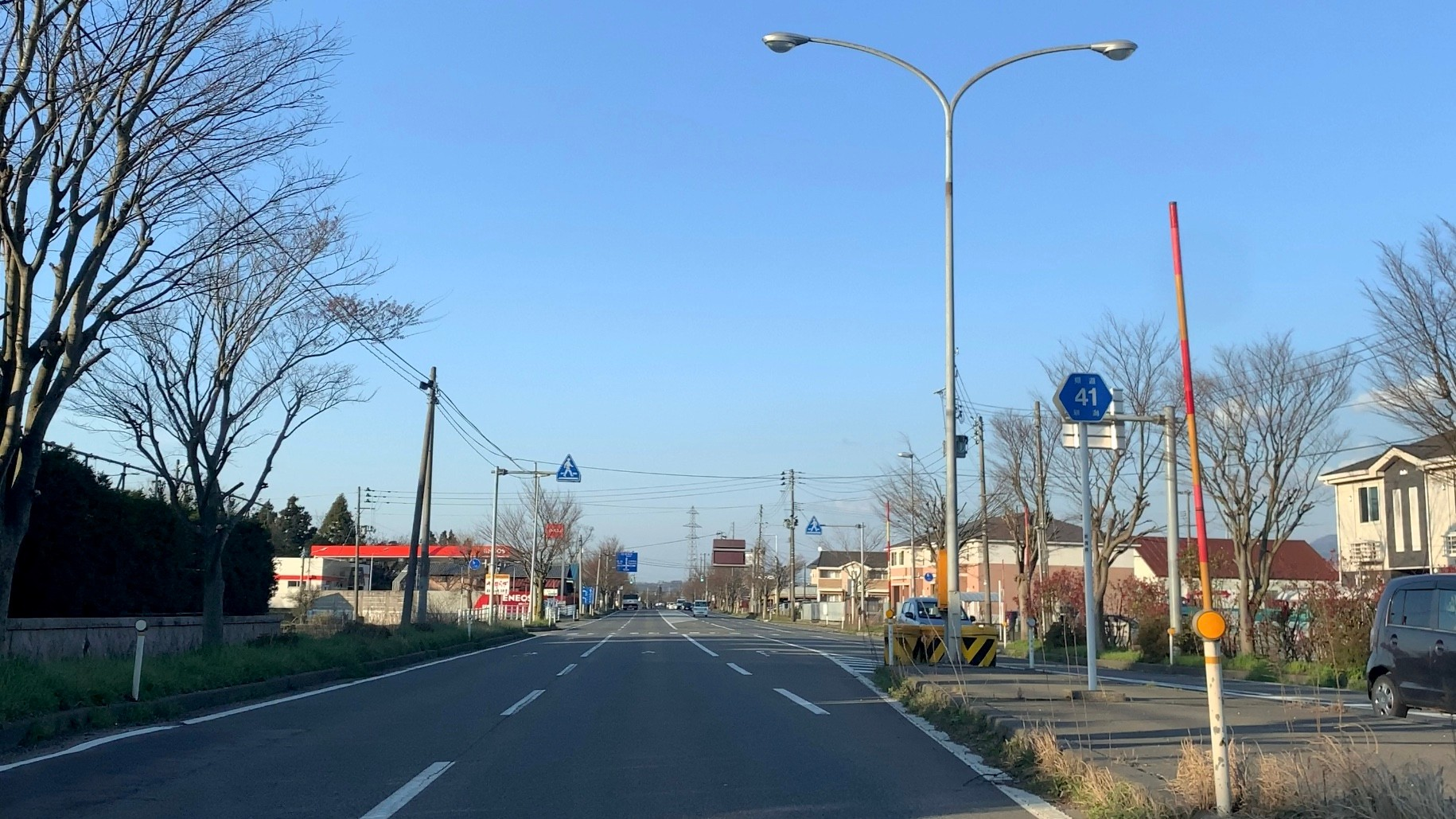
安田IC付近